# Paraphrynus pococki
Paraphrynus pococki är en spindeldjursart som beskrevs av Mullinex 1975. Paraphrynus pococki ingår i släktet Paraphrynus och familjen Phrynidae. Inga underarter finns listade i Catalogue of Life.